# Bloc de representació proporcional de Chūgoku
El Bloc proporcional de Chūgoku (japonès: 比例中国ブロック, Hirei Chūgoku burokku) és un de les onze circumscripcions electorals de representació proporcional de la Cambra de Representants del Japó, a la Dieta Nacional del Japó. El seu àmbit son les prefectures de Tottori, Shimane, Okayama, Hiroshima i Yamaguchi. A partir de l'introducció del vot proporcional, el districte va elegir tretze diputats en les eleccions de 1996. Des de les eleccions del 2000, va estar representat per onze. El 2024 es va reduir fins els 10 representants.

## Representants
| Candidatura          | Candidatura                      | Candidatura | 1996 | 2000 | 2003 | 2005 | 2009 | 2012 | 2014 | 2017 | 2021 | 2024 |
| -------------------- | -------------------------------- | ----------- | ---- | ---- | ---- | ---- | ---- | ---- | ---- | ---- | ---- | ---- |
|                      | Partit Liberal Democràtic        | PLD         | 6    | 4    | 5    | 5    | 4    | 5    | 5    | 5    | 6    | 5    |
|                      | Partit Democràtic Constitucional | PDC         | -    | -    | -    | -    | -    | -    | -    | 2    | 2    | 3    |
|                      | Partit Democràtic Popular        | PDP         | -    | -    | -    | -    | -    | -    | -    | -    | 0    | 1    |
|                      | Kōmeitō                          | KMT         | -    | 2    | 2    | 2    | 1    | 2    | 2    | 2    | 2    | 1    |
|                      | Partit Comunista del Japó        | PCJ         | 1    | 1    | 0    | 0    | 0    | 0    | 1    | 0    | 0    | 0    |
|                      | Nippon Ishin no Kai              | Ishin       | -    | -    | -    | -    | -    | 2    | 1    | 0    | 1    | 0    |
|                      | Partit Socialdemòcrata           | PSD         | 1    | 1    | 0    | 0    | 0    | 0    | 0    | 0    | 0    | 0    |
| Partits desapareguts |                                  |             |      |      |      |      |      |      |      |      |      |      |
|                      | Partit Democràtic                | PD          | 2    | 2    | 4    | 3    | 6    | 2    | 2    | -    | -    | -    |
|                      | Partit de la Nova Frontera       | PNF         | 3    | -    | -    | -    | -    | -    | -    | -    | -    | -    |
|                      | Nou Partit del Poble             | NPP         | -    | -    | -    | 1    | 0    | 0    | -    | -    | -    | -    |
|                      | Partit Liberal                   | PL          | -    | 1    | -    | -    | -    | -    | -    | -    | -    | -    |
|                      | Partit de l'Esperança            | PE          | -    | -    | -    | -    | -    | -    | -    | 2    | -    | -    |
| Total                | Total                            | Total       | 13   | 11   | 11   | 11   | 11   | 11   | 11   | 11   | 11   | 10   |